# کارانجا کرومن
کارانجا کرومن (به انگلیسی: Karanjachromene) با فرمول شیمیایی C۲۱H۱۸O۴ یک ترکیب شیمیایی است. که جرم مولی آن ۳۳۴٫۳۶ g/mol می‌باشد. 